# Abhayapuri
Abhayapuri là một thị xã và là một ủy ban khu vực thị xã (town area committee) trong quận Bongaigaon trong bang Assam của Ấn Độ.

## Địa lý
Abhayapuri có vị trí 26°20′B 90°40′Đ / 26,33°B 90,67°Đ Nó có độ cao trung bình là 36 mét (118 foot).

## Nhân khẩu
Theo điều tra dân số năm 2001 của Ấn ĐộẤn Độ, Abhayapuri có dân số 14.671 người. Phái nam chiếm 52% tổng số dân và phái nữ chiếm 48%. Abhayapuri có tỷ lệ 79% biết đọc biết viết, cao hơn tỷ lệ trung bình toàn quốc là 59,5%: tỷ lệ cho phái nam là 83%, và tỷ lệ cho phái nữ là 74%. Tại Abhayapuri, 10% dân số nhỏ hơn 6 tuổi.